# Aleksandar Lukašenko
Aljaksandar Ryhoravič Lukašenka (bje. Алякса́ндар Рыго́равіч Лукашэ́нка) (Kopjisi, Vitebska oblast, 30. kolovoza 1954.) bjeloruski je predsjednik.

## Život
Aljaksandar Ryhoravič Lukašenka je predsjednik Bjelorusije od 20. srpnja 1994. Prethodnik mu je Mječislav Ivanovič Hrjib. Otkako je stupio na dužnost, politički protivnici smatraju ga kao autokrata i diktatora, dok sljedbenici tvrde da je njegovo vodstvo spasilo Bjelorusiju od najštetnijih posljedica postkomunističke tranzicije. Lukašenko je u mladosti bio komunistički čelnik, a kasnije upravitelj kolhoza i sovhoza. Godine 1990. izabran je za zastupnika u Vrhovnome Sovjetu Sovjetske Socijalističke Bjelorusije, te se je zalagao protiv raspada Sovjetskog Saveza.
Lukašenko je 1993. izabran za predsjednika Parlamentarnoga povjerenstva za borbu protiv korupcije. Na temelju optužbi toga povjerenstva oboren je Stanislav Šuškevič kao prvi čovjek parlamenta i države zajedno sa sedamdesetak drugih visokih državnih dužnostnika. Lukašenko zbog toga postaje posebno omiljen u puku i popularnost mu omogućuje da na prvim slobodnim izborima za bjeloruskoga predsjednika 24. lipnja 1994. kao nezavisni kandidat dobije čak 45,1% glasova među svih šest predsjedničkih kandidata, unatoč činjenici da su ga promatrači smatrali autsajderom. U drugome krugu 10. srpnja 1994. suparnik mu je bio Vječeslav Kebič, tadašnji predsjednik Vijeća ministara Republike Bjelorusije, kojega je pretekao dobivši čak 80,1% glasova.
U ljeto 1996. Lukašenko je uspješno suzbio pokušaj 70 od ukupno 199 članova bjeloruskoga parlamenta da ga opozove, a 24. studenoga 1996. održao referendum kojim je svoj mandat s 4 godine produžio na 7 godina te istodobno predsjednički mandat s 4 godine produžio na 5 godina.
Na drugim po redu predsjedničkim izborima 9. rujna 2001. Lukašenko pobjeđuje već u prvome krugu glasovanja sa 75.65% glasova. Budući da bjeloruski Ustav dopušta samo dva uzastopna predsjednička mandata, Lukašenko je na referendumu 2004. ishodio ukinuće spomenutoga ustavnoga ograničenja. Dok se je u unutrašnjoj politici zalagao za očuvanje sovjetskih gospodarskih sustava i politike, u vanjskoj je politici bio žestoki protivnik američke i zapadne politike. Smatra se jednim od najvjernijih saveznika Rusije, iako je režimu Vladimira Putina to neugodno priznati. Lukašenko je 19. ožujka 2006. izabran treći put za predsjednika. Iako je bjeloruska oporba to smatrala prjevarom i najavljivala da će Lukašenka srušiti uličnim prosvjedima na isti način na koji je to učinjeno u Narančastoj revoluciji u Ukrajini (bila je, naime, spremljena Modra revolucija, zvana također "blue jeans revolucija"), to se nije dogodilo.
Oslobodivši se svih ustavnih spona o ograničenju mandata, Lukašenko je 19. prosinca 2010. opet u prvome krugu s čak 79,67% glasova pobijedio 9 protukandidata razjedinjene i posve nesložne oporbe te je izabran po četvrti put za predsjednika bjeloruske države. Prvi među 9 protukandidata spomenutih prosinačkih predsjedničkih izbora bio je Andrei Sannikov, koji je dobio tek 2,56%, dok ni jedan od ostalih 8 protukandidata nije uspio dosegnuti ni 2% glasova. Po priopćenju ishoda glasovanja, oporba je 19. prosinca 2010. uvečer pokušala s prosvjedima kao u prosincu 2010., ali je policija uhitila dio prosvjednika i čelnike prosvjeda osudila na zatvorske kazne.   

## Kritika i kontroverza
Lukašenko je izazvao senzaciju 1995. godine kada je u intervjuu za novine Handelsblatt pohvalio stil vodstva Adolfa Hitlera kao model bjeloruskog sustava vladavine. Doslovno je izjavio: „Trebala su stoljeća da se uspostavi red u Njemačkoj. Vrhunac je ova formacija dosegla pod Hitlerom. To odgovara našem razumijevanju predsjedničke republike i uloge predsjednika u njoj ”. Izjavio je: "U svoje vrijeme Njemačka je podignuta iz ruševina zahvaljujući vrlo strogom vodstvu, a nije sve u Njemačkoj što je imalo veze s poznatim Adolfom Hitlerom bilo loše."

## Vanjske poveznice
Službena stranica